# 花嫁の鮮やかな完全犯罪
『花嫁の鮮やかな完全犯罪』（はなよめのあざやかなかんぜんはんざい）は1993年1月23日にテレビ朝日系「土曜ワイド劇場」で放送されたテレビドラマ。主演は大地真央。
原作はカトリーヌ・アルレーの小説『黄金の檻』。

## 出演
- 大地真央
- 草刈正雄
- 金田龍之介
- 並木史郎
- 水城蘭子
- 羽田圭子

## 製作
- 監督・齋藤武市
- 脚本・福田善之
- 原作・カトリーヌ・アルレー
- 制作・テレビ朝日、東映

| スタブアイコン | サブスタブ | この項目は、まだ閲覧者の調べものの参照としては役立たない、テレビ番組に関連した書きかけの項目です。この項目を加筆・訂正などしてくださる協力者を求めています（P:テレビ/PJ:放送または配信の番組）。 |